# 滕科格爾山 (安科格爾山脈)
47°10′41″N 13°9′28″E / 47.17806°N 13.15778°E
滕科格爾山（德語：Tennkogel），是奧地利的山峰，位於該國中部，由薩爾茨堡州負責管轄，屬於安科格爾山脈的一部分，海拔高度2,333米，每年平均降雨量2,176毫米。